# Фонтанеличе
Фонтанеличе (итал. Fontanelice) —  коммуна в Италии, располагается в регионе Эмилия-Романья, подчиняется административному центру Болонья.
Население составляет 1795 человек, плотность населения составляет 50 чел./км². Занимает площадь 36 км². Почтовый индекс — 40025. Телефонный код — 0542.
В коммуне 8 сентября особо празднуется Рождество Пресвятой Богородицы.